# Asijský pohár v malém fotbale
Asijský pohár v malém fotbale se koná se od roku 2025 a pořádá ho Asijská asociace malého fotbalu (AMC). Na zatím jediném turnaji ve Spojených arabských emirátech v březnu 2025 zvítězili reprezentanti Íránu.

## Turnaje
| Rok  | Hostitel                         | Finále | Finále | Finále             | Zápas o                 | Zápas o            | Zápas o      |
| Rok  | Hostitel                         | Vítěz  | Skóre  | Poražený finalista | Třetí místo             | Skóre              | Čtvrté místo |
| ---- | -------------------------------- | ------ | ------ | ------------------ | ----------------------- | ------------------ | ------------ |
| 2025 | Spojené arabské emiráty (Šardžá) | Írán   | 3 – 2  | Indonésie          | Spojené arabské emiráty | 0 – 0 (4 – 1) pen. | Omán         |
| 2026 | Indonésie (Jakarta)              |        |        |                    |                         |                    |              |

## Medailový stav podle zemí do roku 2025 (včetně)
| Pořadí | Země                    | Zlato | Stříbro | Bronz | Celkem |
| 1.     | Írán                    | 1     | 0       | 0     | 1      |
| 2.     | Indonésie               | 0     | 1       | 0     | 1      |
| 4.     | Spojené arabské emiráty | 0     | 0       | 1     | 1      |